# Julius Løvstrup Birkedal
Julius Løvstrup Birkedal (født 24. november 2008 i Nyråd) er en cykelrytter fra Danmark, der kører for Team Grenke-Auto Eder.

## Karriere
Som børne- og ungdomsrytter kørte Julius Løvstrup Birkedal for Lolland-Falster Cykle Klub, Næstved Bicycle Club og Holbæk Cykelsport. Fra 2025-sæsonen, i sit første år som junior, skiftede han til World Tour-teamet Red Bull-Bora-Hansgrohes juniorhold Team Grenke-Auto Eder.

## Meritter

### Landevej
2022
 U/15-danmarksmester i enkeltstart
 Samlet U/15-vinder af Youth Tour
2. plads, 1., 2. og 3. etape
 Samlet U/15-vinder af Randers Bike Week
Vinder af 1., 3. og 4. etape
2023
3. plads samlet ved U/17 Campione Pinse Cup
Vinder af 1. afdeling
Vinder af 1. og 3. etape af Youth Tour
2024
 Samlet vinder af U/15-U/16 U6 Cycle Tour
 Vinder af pointkonkurrencen
Vinder af 5. og 6. etape
Vinder af Vejle Løbet
Vinder af U/17 Middelfart Kvickly løbet
2. plads, U/17 DM i linjeløb
2. plads, U/17 DM i enkeltstart
3. plads samlet ved U/17-3 Dage i Nord
Vinder af 3. etape
3. plads, U/17 Trophée du Nord FFC
2025
1. plads, Flandern Rundt for juniorer
2. plads, U/19 DM i enkeltstart
2. plads, Trofeo GD Dorigo - M. O. Sogno Veneto

### Banecykling
2022
 U/15-danmarksmester i omnium

## Udmærkelser
- Årets idrætstalent i Vordingborg (2022)[11]